# 朱粲
朱粲（？—621年6月5日），隋末唐初亳州城父（今安徽省毫州市）人，朱粲最初为隋朝末期的县级官吏，615年随军讨伐变民途中逃跑后聚十万之众造反。转战安徽、湖北、陕西和四川等地杀戮无数，于618年在冠军县被马元规的军队打败，同年就东山再起，拥众20万，称楚帝，建立楚国。朱粲在以后的征战中因缺粮难以为继就烹煮人肉，朱粲后遭淮安豪族的反叛攻打，败退后向唐朝投降，被唐高祖李渊封为楚王，并派遣散骑常侍段确慰劳朱粲，不料却触犯朱粲，被朱粲烹食，朱粲旋即投奔王世充。621年，唐王李世民攻灭王世充，朱粲被杀于洛水。

## 生平

### 从县官到楚帝
朱粲初為縣佐史，在615年隨軍征討長白山的盜賊，號「可達寒賊」，自稱迦樓羅王，勢力龐至十餘萬。領兵渡過淮河後在竟陵、沔陽大屠殺，所到之處殺戮甚重，618年5月隋室派出唐山南招慰使馬元規在冠军县大败朱粲，10月，马元规又同邓州刺史吕子臧合力征剿朱粲，朱粲大败，率残部仓皇溃逃，马元规未听取吕子臧的话，没有乘胜追击朱粲，使得朱粲得有喘息之机。朱粲很快又招募到群眾參軍，618年在冠軍稱帝，國號為楚，建元昌達，兵力多達二十萬，並攻陷鄧州。

### 食人皇帝降唐又叛唐
由於朱粲四處轉戰，沒有固定根據地，所以他兵馬如同盜賊般破壞城牆、掠奪民資，使他統治之處苦不堪言，甚至每當兵糧用罄，便殺害領地中的婦女孩童，以人肉為軍糧，更對軍士說：「食之美者，寧過於人肉乎！但令他國有人，我何所慮？」隋朝著作佐郎陆从典和通事舍人颜愍楚当时被贬官在南阳，朱粲起初都请来做自己的宾客，后来缺乏食物，就将他们二人全家都吃了。
時值領內飢荒，而朱粲所徵的稅賦又極重，領民爭相逃出他的領地，顯州首領楊士林、田瓚率兵背叛朱粲，朱粲各地部屬紛紛響應叛變，聯手圍攻擊敗朱粲，逼得他在619年帶數千殘兵投降李淵，李淵派遣散騎常侍段確迎接，他在席中侮辱朱粲，朱粲將他烹殺後改投洛陽依附王世充，拜為龍驤大將軍。
621年，王世充兵敗開城投降，朱粲被李世民生擒於洛水上斬殺。死後，當地人痛恨其人殘忍，用石頭磚瓦砸毀其屍。

## 影視形象
- 2009年电视剧《少林寺传奇2》：刘润成饰朱粲
- 2012年电视剧《隋唐英雄》：秦梵翔饰朱粲
- 2013年电视剧《隋唐演义》：张硕饰朱粲